# Lok Yiu
Lok Yiu (駱耀), né en 1922, mort le 6 février 2006 à Hong-Kong, est un pratiquant chinois d'arts martiaux. Il fut un des deux premiers disciples de Yip Man, faisant partie de son cercle proche avec Leung Sheung et Chu Chong Tin. Il était reconnu comme une autorité en matière de wing chun à Hong Kong. Il était connu pour sa maîtrise de la forme Chum Kiu (尋橋) mais aussi le bâton long, Luk Dim Bun Gwan (六點半棍), à tel point qu'on le surnommait à Hong-Kong le "Roi du Chum Kiu" (寻桥王).

## Biographie
Il débuta l'apprentissage du wing chun avec Leung Sheung en 1950, dans la première classe de Yip Man à la Restaurant Workers Union de Kowloon. Cette classe comptait à l'origine 8 élèves : après quelques semaines, il ne restait plus que Lok Yiu et Leung Sheung car les autres abandonnèrent. Les 7 années suivantes, Lok Yiu et Yip Man partageaient le même appartement. Il fut pendant cette période un de ses instructeurs et de nombreux disciples passèrent entre ses mains.
Il commença à enseigner en 1959, puis ouvrit en 1961 sa première école avec la bénédiction de Yip Man, la Lok Yiu Wing Chun Kuen Kwoon, dans Kay Lung Street (基隆街) à Sham Shui Poen. Ses cours avaient lieu tous les jeudis soir de 19 h 30 à 21 h 30. Ses deux fils jumeaux Lok Kwen Kwong (駱勁剛) et Lok Kwen Sang (駱勁生) étaient toujours présents, ainsi que ses principaux élèves.
En 1996, il fut désigné chef instructeur du Club de Wushu de la police de Hong-Kong.
Avec une quarantaine d'années d'enseignement, il eut plus d'un millier d'élèves. Wilhelm Blech (décédé en 2012) fut son seul élève d'origine non chinoise. C'est grâce à lui que le Lok Yiu Wing Chun est implanté en Europe, à travers la European Lok Yiu Wing Chun International Martial Art Association.
Lok Yiu est mort à l'âge de 83 ans, au Queen Elizabeth Hospital de Hong-Kong.